# Amy Maud Bodkin
 (juillet 2020).
Pour les articles homonymes, voir Bodkin.
Amy Maud Bodkin (1875-1967) était une universitaire classique britannique. Elle a écrit sur la mythologie et comme critique littéraire. Elle est avant tout connue pour son livre Archetypal Patterns in Poetry: Psychological Studies of Imagination (Londres, Presses de l'Université d'Oxford). C'est généralement un ouvrage majeur sur l'application des théories de Carl Jung en littérature.